# Lomatogonium oreocharis
Lomatogonium oreocharis là một loài thực vật có hoa trong họ Long đởm. Loài này được (Diels) C. Marquand mô tả khoa học đầu tiên năm 1929.